# Lagrange-punkt
Et Lagrange-punkt (også omtalt som L-punkt eller librationspunkt) er positioner i tilknytning til to himmellegemers omløbsbaner omkring hinanden, hvor et tredje legeme (som skal have forsvindende lille masse sammenlignet med de to øvrige legemer) kan forblive stabilt i, uden at centripetalkraften eller de andre legemers tyngdekraft trækker det væk fra denne position. Der findes fem sådanne punkter, og de benævnes L1 til L5.

## Historisk baggrund
I 1772 arbejdede den italienske matematiker Joseph Louis Lagrange på at finde "pæne", analytiske løsninger på hvordan tre eller flere himmellegemer vil bevæge sig i forhold til hinanden. Knap et århundrede forinden havde Isaac Newton grundlagt det matematiske grundlag for himmelmekanikken ved at beregne hvordan to legemer kan bevæge sig i forhold til hinanden. Men så snart der er mere end to legemer "inde i billedet", bliver regnestykket kaotisk; modsat Newtons tolegemeproblem gives der ikke nogle generelle formler for hvordan legemerne kan bevæge sig.
Lagrange fandt aldrig de søgte, generelle løsninger. Det er ikke lykkedes for nogen indtil nu, og dette mere end antyder at der ikke findes nogen generel, matematisk beskrivelse af løsningerne for tre eller flere legemer. Til gengæld fandt han nogle bestemte, stabile "situationer" — herunder nogle punkter hvor et tredje legeme, meget mindre end de to øvrige legemer, kan forblive stabilt over længere tid, og disse punkter er nu opkaldt efter ham.

## De 5 punkter

### L1
Det første Lagrange-punkt ligger et sted på linjen imellem de to legemer, og "følger med" i det lille legemes kredsbevægelse, så det har samme omløbstid. Da vinkelhastigheden i denne bane skulle være større, for at centrifugalkraften kunne modvirke det største legemes tyngdekraft, ville et legeme i punktet L1 "normalt" falde ind mod midten, men det lille legemes tyngdekraft trækker det netop udad, så det holdes på plads i punktet.
L1's placering kan ikke beregnes eksakt, men hvis det lille legemes masse er minimal i forhold til det største legemes masse er, kan afstanden {\displaystyle r} fra det lille legeme til L1 tilnærmelsesvist beregnes ved:
{\displaystyle r\approx a{\sqrt[{3}]{\frac {m}{3M}}}}
hvor {\displaystyle M} og {\displaystyle m} er masserne på hhv. det store og det lille legeme, og {\displaystyle a} er afstanden mellem de to legemer.
Med Jorden og Solen i rollerne som de to legemer ligger punktet L1 i ca. 1.500.000 km's afstand fra Jorden, i retningen direkte mod Solen. Fra dette punkt er der altid fri og uhindret "udsigt" til Solen, og derfor er solobservatoriet "SOHO" (Solar and Heliospheric Observatory) placeret i umiddelbar nærhed af dette punkt.

### L2
Det andet Lagrange-punkt ligger som L1 på forbindelseslinjen mellem de to legemer, men på den modsatte side af det mindste legeme. L2 vil have en større afstand til det lille legeme end L1, men er der stor forskel på de to legemers masser, ligger L1 og L2 næsten lige langt fra det lille legeme, blot på hver sin side, så der gælder samme tilnærmelsesvise formel for L2's afstand til det lille legeme som for L1. I banen, hvor L2 ligger, burde vinkelhastigheden være mindre for at modvirke tyngdekraften fra det største legeme, så normalt ville et legeme i denne bane kastes udad af centrifugalkraften, men i L2 trækker det lille legemes tyngdekraft det netop indad, så det holdes på plads i punktet.
Man har i Jordens/Solens L2-punkt allerede placeret en hel flotille af rumobservatorier herunder: Wilkinson Microwave Anisotropy Probe (WMAP), Herschel-rumteleskopet (i 2009), Planck-rumteleskopet (i 2009) og James Webb Space Telescope (JWST) (i 2022). Det skyldes at dette punkt altid har uhindret "udsigt" til universet, uden forstyrrende sollys og jordskygge. Samtidig er kommunikationsforholdene ideelle, da Jorden altid er i samme retning og afstand (i modsætning til en uafhængig bane om Solen). I 2014 blev astrometrisatellitten Gaia placeret i L2.

### L3
Det tredje Lagrange-punkt ligger som L1 og L2 på linje med de to legemer, men på den modsatte side af det største legeme, i en afstand lidt større end afstanden mellem de to legemer.
På baggrund af Lagranges arbejde forestillede man sig en overgang en hypotetisk planet ved dette punkt; en sådan planet ville jo hele tiden "gemme sig" for jordiske observatører bag ved Solen. Denne idé er siden hen blevet skrinlagt, fordi Jordens ikke helt cirkelformede omløbsbane fra tid til anden ville bringe en sådan planet frem af dens "skjul".
Bruges Jorden og Solen som eksempel, så kan et legeme "holde" sin 1 år lange omløbstid i en lidt større afstand fra Solen end Jorden, fordi det påvirkes ikke kun af Solens, men også af Jordens tyngdekraft, om end Jordens andel af det samlede "træk" her vil være temmelig beskeden.
To saturnmåner, Janus og Epimetheus, deler kredsløbet om Saturn og har tidligere været 180° fra hinanden (og er det hvert 4. år). Jorden og anti-Jorden ville ligeledes dele kredsløbet eller eventuelt kollidere.

### L4og L5
De to Lagrange-punkter L4 og L5 befinder sig til stadighed 60 grader "foran" (L4) og "bag ved" (L5) det mindste legeme i dennes omløbsbane.
I tilfældet med Solen og Jupiter som de to legemer findes der i L4 og L5 i forhold til Jupiter en række småplaneter, kaldet de trojanske asteroider. Blandt Saturns måner deler Tethys omløbsbane med to betragteligt mindre måner; Telesto og Calypso i punkterne L4 og L5 i Tethys' kredsløb om Saturn. Saturnmånen Dione har Helene og Polydeuces i sine L4 og L5.
I 2011 blev det afgjort, at en asteroide fundet i 2010 befinder sig i et af Jordens Lagrange-punkter (L4). Det er den første asteroide, man har observeret i et af Jordens Lagrange-punkter. Asteroiden, der indtil videre hedder 2010 TK7, er omtrent 300 meter lang.
I de to L4- og L5-punkter i Månens bane, er der observeret en del støv. I 1977 skrev Gerald O'Neill The High Frontier ("Rumkolonier" på dansk), hvori han forestillede sig, at man samlede nogle kæmpemæssige rum-øer kredsende om L5.

## Stabilitet
Kendetegnende for alle Lagrange-punkter er, at de eksisterer helt uanset det indbyrdes forhold mellem de to store legemers masser. Desuden vil legemer i L4 og L5 være stabile; skulle de af den ene eller den anden grund blive flyttet en anelse væk fra den præcise lokalitet for Lagrange-punkterne, vil inertien og de store legemers tyngdekraft søge at bringe dem tilbage mod punktet. Dog vil legemet i så fald "skyde forbi" Lagrange-punktet – af den grund kan smålegemer i umiddelbar nærhed af et Lagrange-punkt kredse omkring punktet. Flere smålegemer med ubetydelig masse kan således kredse omkring det samme punkt, jævnfør de talrige trojanske asteroider.

### Bønneformet bane
En trojansk asteroide vil altid kredse omkring Lagrange-punktet med uret set i forhold til planeten i et bønneformet kredsløb (svarende til kurverne i figuren, der illustrerer tyngdekraftfeltet). Hvis vi ser på L5, er forklaringen følgende: En asteroide, der er kommet inden for planetens bane, vil efterhånden indhente planeten, fordi den med samme hastighed som i planetbanen vil have et hurtigere omløb om solen. Når den nærmer sig planeten, vil planetens tyngdekraft trække den udad, men i stedet for at ramme planeten, vil den fiktive effekt corioliskraften få den til at dreje mod højre i forhold til planeten, og den vil blive skudt ud i en bane længere ude. Herude vil den med samme hastighed som før tabe omløb om solen, men samtidig langsomt trækkes indad mod solen pga. planetens tyngdekraft. Igen vil corioliskraften få den til at søge mod højre, indtil den kommer ind i den samme bane, den startede fra. Omkring L4 kan der bruges de samme argumenter, idet corioliskraften altid vil få asteroiden til at søge mod højre.

### Hesteskoformet bane
En asteroide, der befinder sig så langt væk fra L4 og L5, at bønnernes spidser når sammen ved L3, vil indgå i et hesteskoformet kredsløb (stadig med uret). Tænker man sig f.eks. en asteroide placeret lidt uden for L3, vil den tabe omløb i forhold til planeten, så den bevæger sig langsomt over mod L4-punktet og efterhånden passerer det udenom. Når den kommer tæt nok på planeten, vil den (som en trojansk asteroide) sendes ind i et kredsløb inden for planetens bane og herved vinde omløb om solen. Den vil efterhånden passere langsomt bag solen inden for L3-punktet, fortsætte over mod L5, som den passerer indenom og derefter sendes forbi planeten i en ydre bane, hvor den taber omløb og langsomt kommer over mod L3 igen. En sådan asteroide, 2010 SO16, er observeret i jordens bane omkring solen.
En asteroide i en hesteskoformet bane har altså en trojansk-lignende opførsel skiftevis omkring L4 og L5, men da den jo i en stor del af sit omløb befinder sig på "bagsiden" af solen tæt ved L3, kan dens bane nemt blive påvirket mere af andre planeter end den planet, den deler bane med. Da den samtidig passerer tættere forbi planeten end de trojanske asteroider, skal den ikke påvirkes meget af andre planeter eller asteroider, før den kommer ud af sin bane og måske til sidst vil kollidere med planeten. I ekstreme tilfælde kan man forestille sig, at den rammer til venstre for planeten ved enten L1 eller L2. Her kan asteroiden blive slynget i et enkelt kredsløb omkring planeten med uret (modsat en måne, der kredser mod uret) og derefter forlade planeten igen i samme punkt. Dette er selvsagt en meget ustabil situation, der nemt kan medføre kollision. Man taler om, at planeten efterhånden (pga. kollisioner) vil støvsuge sit kredsløb for asteroider. Kun hvis asteroiden befinder sig tæt på L4 eller L5, vil den i længden undgå at blive samlet op af planeten.

### Månekredsløb eller selvstændigt kredsløb
Lagrange-punkterne L1 og L2 er kun stabile i retningen vinkelret på linjen gennem sol og planet. Ved forstyrrelser i denne retning vil tyngdekrafterne fra solen og planeten tilsammen føre et smålegeme tilbage til Lagrange-punktet. I retningen langs denne linje er de derimod ustabile. Hvis et legeme i ét af disse to punkter forstyrres bare en lille smule i sin bane, så det kommer tættere på planeten, ind i den såkaldte Hill-sfære, vil det begynde at kredse mod uret omkring planeten som en måne/drabant/satellit. Igen er det corioliskraften, der får legemet til at søge mod højre i stedet for direkte mod planeten. Hvis et legeme omvendt forstyrres til en bane længere væk fra planeten, vil det gå over i sit eget selvstændige kredsløb omkring solen, enten et indre kredsløb fra L1 eller et ydre kredsløb fra L2. Der skal dog ikke meget forstyrrelse til, før et selvstændigt kredsløb tæt på L1 eller L2 kan blive til en hesteskoformet bane. Under alle omstændigheder danner de to punkter en "grænse" for, hvad der skal forstås som planetens bane. Alle andre selvstændige planeter eller asteroider omkring solen vil befinde sig enten inden for L1 eller uden for L2.
Med Jordens bane som eksempel, hvor baneradius er ca. 150.000.000 km, og afstanden til L1 og L2 jo er omkring 1.500.000 km (radius på jordens Hill-sfære), kan nævnes, at afstanden til Månen er 384.400 km. Afstanden til banen for den nærmeste indre planet, Venus, er ca. 42.000.000 km (Venus' Hill-sfære har selv en radius på ca. 1.000.000 km) og til banen for den nærmeste ydre planet, Mars, ca. 77.000.000 km.

### Opsummering
I en roterende skive mod uret, som planetbanen er, vil Corioliskraften altid bøje et legeme mod højre, når det bevæger sig væk fra et Lagrange-punkt:
1. Fra L1 eller L2 mod planeten vil det gå i et månekredsløb mod uret rundt om planeten.
2. Fra L1 mod solen vil det gå i et selvstændigt kredsløb om solen mod uret set fra planeten (som en indre planet).
3. Fra L2 væk fra planeten vil det gå i et selvstændigt kredsløb om solen med uret set fra planeten (som en ydre planet).
4. Fra L3 vil en tilpas lille bevægelse føre det ind i en hesteskoformet bane med uret set fra L3.
5. Fra L4 og L5 vil en tilpas lille bevægelse føre det ind i en bønneformet bane rundt om punktet med uret; ved en lidt større bevægelse føres det ind i en hesteskoformet bane.
6. Fra L3, L4 og L5 vil en tilstrækkelig stor bevægelse føre det over i et selvstændigt kredsløb (som en indre eller ydre planet).

### Baner uden for planetens plan
Ovenstående beskrivelser af asteroiders baner gælder kun for smålegemer, der har en bane i samme plan som planeten. Der findes talrige asteroider, der har en baneplan med en markant hældning i forhold til planeterne i solsystemet, og i deres tilfælde er banen mere kompleks. Asteroiden 3753 Cruithne er et eksempel på dette. Den har tilsyneladende for tiden en bønneformet bane omkring jordens L4, men med en banehældning på 19,8° i forhold til jorden. På lidt mindre end et jordår gennemløber den en ellipseformet bane om solen, der fører den tæt på Merkurs bane og uden for Mars's bane. Simulationer viser, at denne bønneformede bane efterhånden vil forskubbe sig væk fra Jorden og bevæge sig i et hesteskoformet forløb rundt om solen.

## noter
1. ↑  En fiktion vedrørende dette punkt ses i filmen Doppelgänger (1969)
2. ↑  Earth's first Trojan asteroid: 2010 TK7
3. ↑  Space.com: First Asteroid Companion of Earth Discovered at Last
4. ↑  Dette forudsætter, at solsystemet ses fra "nordpolen", hvorfra planeterne kredser om solen mod uret.
5. ↑  "A long-lived horseshoe companion to the Earth". 2011-03-31. Hentet 2011-04-05.
6. ↑  Cruithne: Asteroid 3753. Western Washington University Planetarium. Retrieved January 27, 2011.